# Esporte Clube São Luiz
L'Esporte Clube São Luiz, noto anche semplicemente come São Luiz, è una società calcistica brasiliana con sede nella città di Ijuí, nello stato del Rio Grande do Sul.

## Storia
L'Esporte Clube São Luiz è stato fondato il 20 febbraio 1938, e fino agli anni 50 era un club amatoriale. Nel 1973, il São Luiz affrontò in un'amichevole il Peñarol, con Fernando Morena come giocatore di distacco, e ne uscì vincitore per 1-0. La squadra di Ijuí divenne famosa in tutto il Brasile nel 1991 quando pareggiò per 0-0 con la nazionale brasiliana, che contava giocatori che in seguito avrebbero vinto il mondiale del 1994, come Taffarel, Mazinho, Branco, Mauro Silva e Cafu. Nel 2013, il São Luiz di Ijuí ha vinto il Campeonato do Interior Gaúcho, un trofeo dato al miglior club dell'entroterra del Rio Grande do Sul, terminando al terzo posto nel Campionato Gaúcho, davanti al tradizionale Grêmio, che terminò al quarto posto in quell'anno.

## Palmarès

### Competizioni statali
- Campeonato Gaúcho Divisão de Acesso: 4

1975, 1990, 2005, 2017
- Campeonato do Interior Gaúcho: 1

2013
- Copa FGF: 2

2022, 2023
- Recopa Gaúcha: 1

2024